# Le Pain Quotidien

Логотип сети

Le Pain Quotidien — международная сеть ресторанов-пекарен. Основатель и владелец сети — бельгийский шеф-повар Ален Кумон.
Главный элемент обстановки ресторанов сети — длинный «семейный» деревянный стол, стоящий посреди основного зала.
Рестораны сети в настоящее время представлены в Австралии, Бахрейне, Бельгии, Бразилии, Великобритании, Испании, Канаде, Катаре, Кувейте, Мексике, ОАЭ, России, США, Турции, Франции, Швейцарии, Аргентине.